# Переулок Сергея Тюленина (Санкт-Петербург)
Переу́лок Серге́я Тюле́нина — переулок в Центральном районе Санкт-Петербурга. Проходит от Казанской улицы до набережной канала Грибоедова.

## История
Переулок был назван Зиминым по фамилии владельца соседнего доходного дома (наб. канала Грибоедова, 25).
- 1952 год — Зимин переулок переименован в переулок Сергея Тюленина, в память об участнике комсомольской подпольной организации «Молодая гвардия»[1].

## Транспорт
По переулку транспортные линии не проходят. До июня 2018 года здесь было разворотное троллейбусное кольцо.

## Прочее
- Координаты начала: 59°56′00″ с. ш. 30°19′21″ в. д.HGЯO
- Координаты конца: 59°55′58″ с. ш. 30°19′30″ в. д.HGЯO